# Mandres-sur-Vair
Mandres-sur-Vair är en kommun i departementet Vosges i regionen Grand Est (tidigare regionen Lorraine) i nordöstra Frankrike. Kommunen ligger i kantonen Bulgnéville som tillhör arrondissementet Neufchâteau. År 2022 hade Mandres-sur-Vair 438 invånare.

## Befolkningsutveckling
Antalet invånare i kommunen Mandres-sur-Vair
| Referens: INSEE |